# Salon de Holmes
Salon de Holmes (en hangul, 살롱 드 홈즈; romanización revisada, Sallong deu homjeu) es una serie de televisión surcoreana, una comedia de acción en diez capítulos escrita por Kim Yeon-shin, dirigida por Min Jin-ki y Jeong Hyeon-nam, y protagonizada por Lee Si-young, Jung Young-joo, Kim Da-som y Nam Ki-ae. Se emite por el canal ENA y la plataforma Genie TV del 16 de junio al 15 de julio de 2025, en horario de lunes y martes a las 22:00 (KST).

## Sinopsis
Salon de Holmes es un drama de acción cómico protagonizado por mujeres y ambientado en el Complejo de Viviendas Públicas de Gwangseong: una mujer con capacidad de razonamiento de primer nivel, una exdetective estrella, una reina de los seguros y una reina de los trabajos a tiempo parcial se unen como solucionadoras de problemas del complejo  para castigar a los que los causan: se enfrentan así a casos que van desde el simple vertido ilegal de basura hasta infidelidades y violencia escolar, para llegar incluso a un inquietante asesino serial.

## Reparto

### Principal
- Lee Si-young como Kong Mi-ri, la famosa detective Sherlock Holmes del complejo de viviendas públicas Gwangseong. Es el cerebro del equipo, con su desenfado y capacidad de razonamiento que no pasa por alto ni el más mínimo detalle.[2][3][4]
  - Heo Jeong-eun como Mi-ri de adolescente.[5]
- Jung Young-joo como Cho Kyung-ja, la Ma Dong-seok femenina del complejo de viviendas públicas Gwangseong; es una exdetective estrella que se jubiló tras casarse con su subalterno, Noh Kang-sik.[6][7][8][9]
- Kim Da-som como Park So-hee, una joven madre soltera que cría a su hijo Yul. Es la reina de los empleos a tiempo parcial, con más de cinco de ellos simultáneamente. Es una preciosa fuente de infromación, que recopila moviéndose con su motocicleta por todo el barrio.[10][11]
- Nam Ki-ae interpreta a Jun Ji-hyun, antigua reina de los seguros y actual propietaria del supermercado Gwangseong. Tiene una memoria extraordinaria y es una fuente de información local gracias a su posición estratégica en el supermercado, por donde pasa todo el barrio.[12][13]

### Secundario
- Oh Dae-hwan como Noh Kang-sik, el marido de Cho Kyung-ja. Era subalterno de ella durante su época de policía, y siente lástima por su esposa, quien renunció a su trabajo para encubrir sus errores.[14][15]
- Jung Sang-hoon como Park Seung-ho, el marido de Kong Mi-ri, entrenador en el gimnasio Gwangseon-dong. Fue un nadador de figura sólida, pero ahora es un ser humano que sufre pérdida de masa muscular y testosterona, que empeoran día a día con la edad.[14][15]
- Lee Su-ji como Park Su-ji, la cuñada de Kong Mi-ri, exatleta de yudo, que irradia una fuerza única y es un miembro clave de Sea World.[14][15]
- Sihyeon como Noh Yun-mi, la hija de Cho Kyung-ja.[16][17]
- Kang Ji-woo como Park Hyun-ji.[18]
- Lee Jae-gyun como Kim Kwang-gyu, un atractivo guardia de seguridad que recibe elogios de las residentes incluso cuando simplemente está sentado.[19]
- Jang Jae-ho como Tae-hoon, hijo de la presidenta de la asociación de mujeres del complejo de viviendas públicas de Gwangseong. Se graduó de una prestigiosa universidad con una licenciatura en economía y actualmente se prepara para el examen de ingreso al servicio civil. Es un hombre atractivo, de aspecto y modales impecables, y representa la imagen de hombre guapo del barrio.[20]
- Choi Yu-sol como Hee-soo.[21][22]
- Park Ji-a como la presidenta de la asociación de mujeres del complejo de viviendas públicas de Gwangseong.[23][24]
- Lee Hwa-kyum como Yoon-joo, residente en la urbanización que se enreda en las investigaciones de las cuatro detectives.[25]

### Apariciones especiales
- Kim Min-ho.[26]
- Kim Hyun-kyu.[26]
- Lee Sang-jin.[26]
- Kim Hee-soo.[26]
- Lee Chung-gu.[26]
- Kim Geum-soon como una mujer que entra en el supermercado con una escopeta de caza (capítulo 1).[27][28][29]
- Kim Jun-hyun como un «matón del estacionamiento» que altera el orden en el aparcamiento del complejo de viviendas públicas de Gwangseong.[30][31]

## Producción
Artist United anunció el 3 de junio de 2024 que había firmado un contrato de suministro de producción dramática con A2Z Entertainment por una serie de diez episodios, ya con el título de Salon de Holmes, que debería emitirse en la segunda mitad del año. Este contrato formaba parte de una estrategia de diversificación de negocios, que abarcará también la distribución de perlículas. El 16 de mayo de 2025 Artist Company anunció: «el nuevo drama de lunes a martes de ENA, Salon de Holmes, producido conjuntamente por Artist Company, A2Z Entertainment y Neo Entertainment, se estrenará el 16 de junio». Se trata de la primera serie producida en 2025 para la compañía, que ya coprodujo anteriormente la película Hunt y la serie Mar de la tranquilidad.
Salon de Holmes es una colaboración entre el director Min Jin-ki, quien dirigió también New Recruit desde 2022, y la guionista Kim Yeon-shin (The Secret of My Love, 2017-18). El director Min comentó acerca de su trabajo: «espero que el mensaje de que las madres son más geniales y fuertes que nadie se transmita adecuadamente a los espectadores a través de esta obra». A continuación resaltó algunos aspectos de sus protagonistas: de Lee SI-young, «su capacidad para representar con encanto la comedia realista»: de Jung Young-joo, las escenas de acción, las favoritas del director; de Kim Da-som, «el aura única e infantil»; y de Nam Ki-ae «la personalidad y las habilidades actorales para conectar con las demás» como si fuera su hermana mayor.
Esta serie es el último trabajo de la actriz Park Ji-a, que sufrió un infarto cerebral a principios de julio de 2024, cuando la estaba rodando, y falleció tres meses después. Por otra parte, supone el debut en ficción televisiva para la cantante Sihyeon, camino que toma tras la disolución de su grupo Everglow.
El rodaje se efectuó principalmente en Chuncheon. Jung Youn-joo tuvo que entrenarse tanto antes como durante el rodaje para las escenas de acción con el director de artes marciales, Hong Sang-seok. También Kim Da-som tuvo que aprender a manejar la motocicleta que usa en muchas escenas, que recibió dos meses antes de comenzar el rodaje. Por su parte, Nam Ki-ae adoptó para su personaje el dialecto de Chungcheong.
El 14 de mayo de 2025 ENA confirmó que el estreno sería el 16 de junio. El 9 de junio reveló el cartel principal, con las cuatro protagonistas caminando por una calle de la urbanización ataviadas como detectives. Tres días después publicó para las cuatro protagonistas sendos carteles de personajes.

## Audiencia
| Temporada | Temporada | Episodio número | Episodio número | Episodio número | Episodio número | Episodio número | Episodio número | Episodio número | Episodio número | Episodio número | Episodio número | Promedio |
| Temporada | Temporada | 1               | 2               | 3               | 4               | 5               | 6               | 7               | 8               | 9               | 10              | Promedio |
| --------- | --------- | --------------- | --------------- | --------------- | --------------- | --------------- | --------------- | --------------- | --------------- | --------------- | --------------- | -------- |
|           | 1         | 378             | 533             | 484             | 623             | 647             | 788             | 683             | 757             | 761             | 816             | 647      |

| Episodio | Fecha de emisión    | Índices de audiencia (Nielsen Korea) | Índices de audiencia (Nielsen Korea) |
| Episodio | Fecha de emisión    | Nacional                             | Seúl                                 |
| --- | ------------------- | ------------------------------------ | ------------------------------------ |
| 1 | 16 de junio de 2025 | 1,324 % (4.ª)                        | 1,152 % (7.ª)                        |
| 2 | 17 de junio de 2025 | 2,193 % (3.ª)                        | 2,173 % (2.ª)                        |
| 3 | 23 de junio de 2025 | 2,007 % (2.ª)                        | 2,117 % (2.ª)                        |
| 4 | 24 de junio de 2025 | 2,518 % (2.ª)                        | 2,237 % (2.ª)                        |
| 5 | 30 de junio de 2025 | 2,566 % (2.ª)                        | 2,630 % (2.ª)                        |
| 6 | 1 de julio de 2025  | 3,447 % (2.ª)                        | 3,289 % (2.ª)                        |
| 7 | 7 de julio de 2025  | 2,701 % (2.ª)                        | 2,790 % (2.ª)                        |
| 8 | 8 de julio de 2025  | 3,274 % (2.ª)                        | 3,198 % (2.ª)                        |
| 9 | 14 de julio de 2025 | 3,178 % (2.ª)                        | 3,174 % (2.ª)                        |
| 10 | 15 de julio de 2025 | 3,627 % (2.ª)                        | 3,342 % (2.ª)                        |
| Promedio | Promedio            | 2,684 %                              | 2,610 %                              |
| - En la tabla superior, los números azules representan las calificaciones más bajas y los números rojos representan las más altas. |                     |                                      |                                      |